# 7-氨基庚醇
7-氨基庚醇是一种有机化合物，化学式为C7H17NO。它可由7-溴庚醇和叠氮化钠反应，再还原得到。它和48%氢溴酸回流反应，可以得到7-溴庚胺氢溴酸盐。